# Claude Cottereau (1499-1550)
Claude Cottereau (1499, Tours - 3 décembre 1550) est un clerc, juriste et écrivain français du XVIe siècle.

## Biographie
Fils du maire de Tours Guillaume Cottereau, seigneur du Vivier et de Courcelles, et de Marie Quetier, il est le neveu de Jean Cottereau et l'oncle du maire Claude Cottereau.
Claude Cottereau fut jurisconsulte avant d'entrer dans les ordres. Nommé chanoine de Notre-Dame de Paris, il occupera ce poste jusqu'à sa mort. Brillant latiniste et helléniste, il fut l'ami d'Etienne Dolet qui publia plusieurs de ses livres. Il est mort un peu avant la parution de sa traduction de Columelle, le célèbre agronome romain du milieu du Ier siècle, qu'il dédie au Cardinal du Bellay. L'édition fut menée à bien par Jean Brèche, avocat en Touraine, un de ses amis.

## Œuvre
- Du devoir d'un Capitaine et chef de gverre : Aussi Du Combat en Camp cloz ou Duel ; Le tout faict latin par Claude Cotereau et mis en françoys par Gabriel du Preau. Poitiers 1549.
- A Estienne Dolet (1830)
- Claudii Coteraei... de Jure et privilegiis militum libri tres, et de officio imperatoris liber singularis... nunc primum et Germania in lucem editi cura... Joachimi Cluten,... (1610)
- "Les Douze livres de Lucius Junius Moderatus Columella, des choses rustiques" (Texte intégral sur Gallica), de Columelle (traduction, 1552)
- Claudii Coteraei,... de Jure et privilegiis militum libri tres, ad haec de officio imperatoris liber... (1539)